# Hydroporus striola
Hydroporus striola là một loài bọ cánh cứng trong họ Bọ nước. Loài này được Gyllenhal miêu tả khoa học năm 1826.

## Hình ảnh

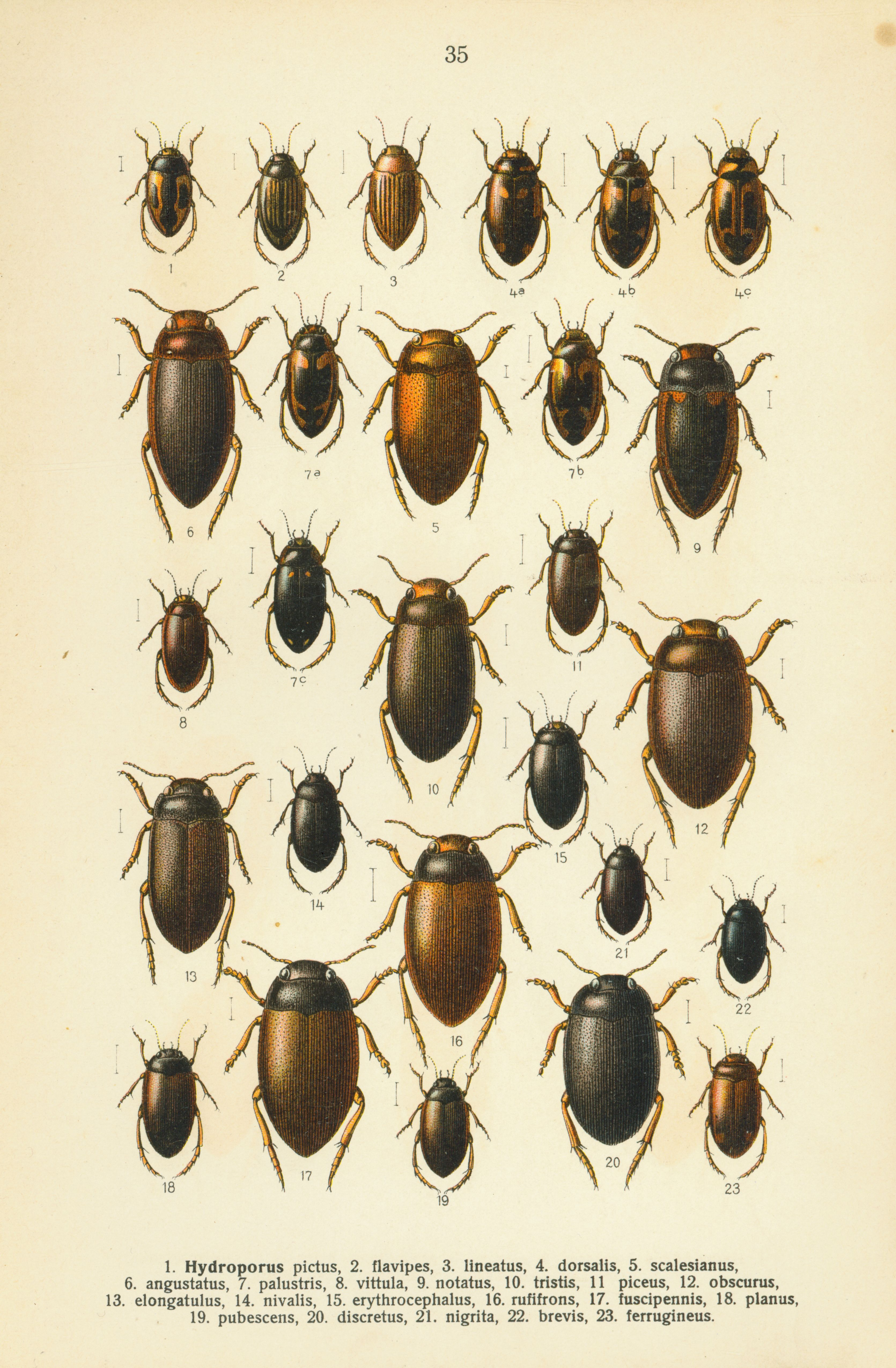